# Шатохин, Василий Иванович
Шатохин, Василий Иванович - бригадир горнорабочих очистного забоя шахты № 71 комбината «Кизелуголь» Министерства угольной промышленности СССР, Пермская область. Герой Социалистического Труда (1971).

## Биография
Родился в 1925 году в Харьковской области.
С началом Великой Отечественной войны вместе с другими воспитанниками ремесленного училища был эвакуирован в г. Пермь. Работал слесарем на моторостроительном заводе. В 1947 году переехал в г. Гремячинск. Работал горнорабочим-крепильщиком на шахте № 69, потом — на шахте № 71 (позднее «Западная»). С 1966 года возглавлял добычную бригаду.
Был известен в бассейне как рабочий-новатор, один из инициаторов внедрения так называемого длинношпурового способа добычи угля. При организации работы учитывал геологические особенности лавы, умел точно расставить людей и добивался высокой выработки.
Активный общественник, делегат XV съезда профсоюзов СССР.
Звание Героя Социалистического Труда присвоено в 1971 году. Награждён двумя орденами Ленина.
Умер в 1994 году.